# Туйсеркан
Туйсерка́н (перс. تویسرکان) — іранське місто в остані Хамадан. Є адміністративним центром однойменного шахрестану.

## Географія
Місто розташовано за 25 кілометрів на південний захід від Хамадана, адміністративного центру остану та за 285 кілометрів на південний захід від Тегерана.

## Історія
Туйсеркан було засновано на руїнах стародавнього міста Раудавар, зруйнованого монгольським військом, у першій половині XIII століття.
За легендою в Раудаварі був похований пророк Авакум (який провів останні роки життя в сусідній Екбатані), мавзолей якого є однією з головних міських пам'яток.